# Oromo
Oromo är en folkgrupp i Etiopien som utgör cirka 34 procent av landets befolkning (2016). Oromoerna är spridda över hela landet men har sin huvudsakliga utbredning i regionen Oromia. Oromo folket är den största folkgruppen i Etiopien . Oromo är indelade i olika undergrupper, bland annat i Orma.
Huvudnäringen är jordbruk och en mindre del boskapsskötsel. De oromoer som lever i de sydliga områdena nära Kenya är nomader och flyttar efter årstiderna. Folkgruppens gamla traditionella religion är starkt representerad, men både kristendom och islam har vunnit betydande insteg. Oromofolket talar språket oromo som är ett kushitiskt språk och som inte har någon officiell skriftspråksnorm. Både etiopiska, latinska och arabiska språktecken har använts bland annat för att nedteckna oromoernas tradition av poesi och sagor.

## Politik
Oromofolkets Befrielsefront (Oromo Liberation Front, OLF) är en gerillagrupp som kämpar för en självständig stat för oromofolket.

## Kända oromer
- Jawar Mohammed
- Abiy Ahmed
- Girma Wolde-Giorgis
- Mulatu Teshome